# بيانكا بيتزورنو
بيانكا بيتزورنو (بالإيطالية: ˈbjaŋka pitˈtsorno)؛وهي كاتبة إيطالية تشتهر بكتبها للأطفال والشباب. وتعتبر من أهم المؤلفين الإيطاليين في هذا المجال، من مواليد 12 أغسطس 1942.

## بيوغرافيا
ولدت في ساساري. درست علم الآثار والأدب الكلاسيكي ثم بدأت في إنتاج برامج مهنية للتلفزيون. بدأت في كتابة الكتب للفتيات عندما كانت في الثامنة والعشرين من عمرها. كما كتبت المسرحيات والسيناريوهات وكلمات الأغاني. تعيش وتعمل في ميلانو.
خلال السبعينيات، كانت رئيسة برامج الأطفال لتلفزيون RAI. وفي وقت لاحق عملت في المسلسل التلفزيوني للأطفال (الشجرة الزرقاء) الشجرة الزرقاء [الإيطالية].
تمت ترجمة كتبها إلى العديد من اللغات بما في ذلك الفرنسية والألمانية والإسبانية واليونانية والبولندية والمجرية والكورية واليابانية. تمزج في قصص الأطفال بين الواقع المعاصر وعناصر السحر.
وقد ترجمت إلى أعمال إيطالية مؤلفين مثل ج.ر.تولكين وسيلفيا بلاث وديفيد غروسمان وتوف جانسون وسوليداد كروز غويرا.
عينت كسفير للنوايا الحسنة كم قبل اليونيسف. وساعدت في إنشاء مشروع مكتبة في كوبا لتجعل الأدب باللغة الإيطالية والأدب المترجم من الإيطالية متاحًا للأطفال الكوبيين. كما ساعدت في توفير الأدب الكوبي المترجم إلى الإيطالية للشباب في إيطاليا.

## أعمالها
Clorofilla dal cielo blu - Mondadori، 1991 (نشرت لأول مرة من قبل Bietti في عام 1974)

## روابط خارجية
- بيانكا بيتزورنو على موقع IMDb (الإنجليزية)
- بيانكا بيتزورنو على موقع قاعدة بيانات الفيلم (الإنجليزية)